# Spirou chez les Pygmées
Spirou chez les Pygmées est la vingt-neuvième histoire de la série Spirou et Fantasio d'André Franquin. Elle est publiée pour la première fois dans Spirou du no 589 au no 616.